# Rhizophagus puncticollis
Rhizophagus puncticollis är en skalbaggsart som beskrevs av Sahlberg 1837. Rhizophagus puncticollis ingår i släktet Rhizophagus, och familjen gråbaggar. Enligt den finländska rödlistan är arten nationellt utdöd i Finland. Arten har ej påträffats i Sverige. Artens livsmiljö är naturmoskogar.